# Matthew W. Stolper

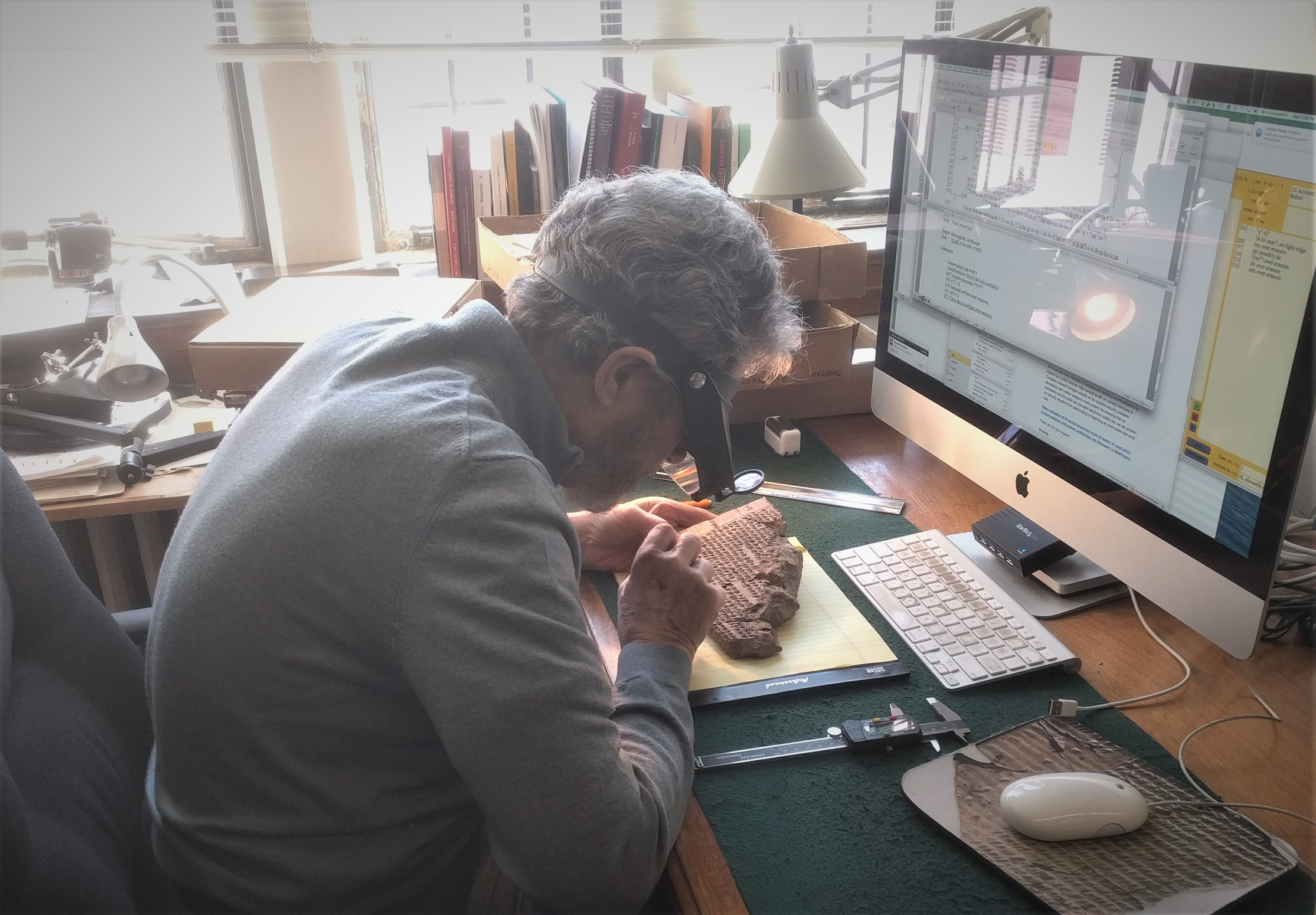
Matthew W. Stolper

Matthew Wolfgang Stolper (* 1. März 1944 in Philadelphia, Pennsylvania) ist ein US-amerikanischer Altorientalist. Er war bis 2013 Professor für Assyriologie und John A. Wilson Professor für Orientstudien am Oriental Institute der University of Chicago. Er ist Mitglied im Redaktionsausschuss des Chicago Assyrian Dictionary, des Journal of Cuneiform Studies und der ARTA (Achaemenid Research on Texts and Archaeology).

## Leben
Matthew W. Stolper erlangte 1965 einen B.A. am Harvard College und 1967 einen M.A. am Department of Near Eastern Languages and Literatures der University of Michigan. 1974 wurde er am Department of Near Eastern Studies der University of Michigan mit einer Arbeit über das Murašû-Archiv aus Nippur promoviert.
Matthew Stolper war von 1975 bis 1980 Assistant bzw. Associate Professor am Department of Near Eastern Studies der University of Michigan. Von 1980 bis 1986 war er Associate Professor am Department of Near Eastern Languages and Civilizations der University of Chicago. Seit 1987 ist er dort ordentlicher Professor für Assyriologie. Stolper hatte Gastprofessuren am Carsten Niebuhr Institute der Universität Kopenhagen und am Collège de France (Paris) inne.
Seit 1980 ist er am Assyrian Dictionary Project des Oriental Institute der University of Chicago beteiligt. Zurzeit ist er insbesondere mit der Erschließung der elamischen Texte des Persepolis Fortification Archive beschäftigt, das 1933 von einer Grabungsmission des Oriental Institute ergraben wurden.
Matthew Stolper ist der Sohn von Wolfgang F. Stolper und Martha Stolper, geborene Vögeli.

## Veröffentlichungen (Auswahl)
- Texts from Tall-i Malyan I. Elamite Administrative Texts (1972-1974) (Occasional Publications of the Babylonian Fund 6), Philadelphia 1984.
- mit Elizabeth Carter: Elam. Surveys of Political History and Archaeology (University of California Publications. Near Eastern Series 25), Berkeley 1984.
- Entrepreneurs and Empire. The Murašû Archive, the Murašû Firm and Persian Rule in Babylonia (= Uitgaven van het Nederlands Historisch-Archaeologisch Instituut te Istanbul. Band 54). Leiden 1985.
- Late Achaemenid, Early Macedonian and Early Seleucid Records of Deposit and Related Texts (Supplemento agli Annali dell’Istituto Universitario Orientale di Napoli 77), Neapel 1995.
- mit Veysel Donbaz: Istanbul Murašû Texts (Uitgaven van het Nederlands Historisch-Archaeologisch Instituut te Istanbul 79), Leiden 1997.
- mit Charles E. Jones: How Many Persepolis Fortification Tablets Are There? In: L’archive des fortifications de Persépolis - état des questions et perspectives de recherches (=Persika. Band 12) Paris 2009. S. 37–44. online
- The Form, Language and Contents of the Cyrus Cylinder. In: Touraj Daryaee (Hrsg.): Cyrus the Great: An Ancient Iranian King. Santa Monica 2013. S. 40–52.
- Annalisa Azzoni, Elspeth R. M. Dusinberre, Mark B. Garrison, Wouter F. M. Henkelman, Charles E. Jones, Matthew W. Stolper: Persepolis Administrative Archives. In: Ehsan Yarshater (Hrsg.): Encyclopædia Iranica. 9. Juni 2017 (englisch, iranicaonline.org [abgerufen am 3. Mai 2021] mit Literaturangaben). .